# Tłuściec (Lublin)
Tłuściec [pronunciación en polaco: /ˈtwuɕt͡ɕet͡s/] es un pueblo en el distrito administrativo de Gmina Międzyrzec Podlaski, dentro del Distrito de Biała Podlaska, Voivodato de Lublin, en el este de Polonia. Se encuentra aproximadamente 8 kilómetros al noroeste de Międzyrzec Podlaski, 29 kilómetros al oeste de Białun Podlaska, y 88 kilómetros al norte de la capital regional, Lublin.
El pueblo tiene una población de 77 habitantes.